# فهمي المدرس
فَهْمي المُدَرّس (1290 - 1363 هـ / 1873 - 1944 م) هو سياسي ومؤلف وأديب وكاتب وشاعر عراقي.
شغل منصب أمين جامعة آل البيت في العراق.
هو فهمي بن عبد الرحمن بن سليم بن محمد بن أحمد بن سليمان، الخزرجي الموصلي، المدرس. ولقد كان يجيد اللغة التركية واللغة الفارسية. قضى خمسة عشر عاما استاذا في الجامعة العثمانية (دار الفنون) بإسطنبول دّرس فيها الحقوق الإسلامية وتاريخ الآداب العربية. وكان مولده ووفاته في بغداد.
ولقد أخذ دروس العلم عن علماء وفقهاء بغداد ومنهم الشيخ بهاء الحق الهندي، والشيخ نعمان الآلوسي، وعبد السلام الشواف، وعبد الرحمن القرة داغي، والشيخ إسماعيل الموصلي.
وأخذ فنون الأدب والخط العربي عن الشيخ محمود شكري الآلوسي، وأتقن فن التعليق على يد الخطاط الشهير ميرزا موسى، وأخذ منه إجازة في الخط.
وكان شاعرا مقلا وله قصائد شعرية منوعة. جمع فهمي المدرس محاضراته التي القاها في جامعة استانبول باللغة التركية في كتاب سماه «تاريخ الادبيات العربية» صدر منه جزآن، وقد طبع الجزء الأول (1914) وقد علمت ان الجزء الثاني كان قد انتهى طبعه حين قرر المؤلف السفر إلى الشام سنة 1919، فلم يكلف نفسه مؤونة انتظار صدوره، وجمع محاضراته في موضوع التشريعة الإسلامية في كتاب «حكمة التشريع الإسلامي» (باللغة التركية).
وله عدا ذلك: مقالات (في جزئين طبعا سنة 1931 – 32)، فضلا عن مقالاته السياسية والاجتماعية الأخرى المتفرقة في الصحف وبحوثه في «فلسفة المواريث في الإسلام» و»، «بحث في الديانة الزودشتية» اعدها لطلاب جامعة آل البيت.

## الحياة المُبكرة والتعليم
محمد فهمي المدرس، وهو ابن القاضي الشرعي الشيخ عبد الرحمن بن سليم بن محمد بن احمد بن الشيخ سليمان الخزوجي الشهير المدرس، وكان الشيخ سليمان قد قدم بغداد من الموصل واتخذها سكنا. ولد فهمي بك في بغداد سنة 1873 وقرأ مبادئ العلوم على والده، ثم عكف على الدرس على شيوخ عصره كالشيخ عبد السلام والشيخ بهاء الحق والشيخ عبد الرحمن القرطاغي واسماعيل الموصلي ونعمان الآلوسي والشيخ محمد سعيد ومحمود شكري الآلوسي. وتلقى في الوقت نفسه دروسا في اللغتين التركية والفارسية حتى اتقنهما، ودرس بعد ذلك شيئا من اللغة الفرنسية.

## المسيرة المهنية
ولم يكد يبلغ العشرين من عمره حتى عين مترجما في ولاية بغداد ومعاونا لمدير مطبعة الولاية، ثم رفع مديرا للمطبعة ورئيسا لتحرير جريدة الزوراء الرسمية بقسميها التركي والعربي (1901). وعهد إليه في خلال تلك الحقبة أيضا التدريس في المدرسة الإعدادية الملكية وعضوية مجلس معارف ولاية بغداد ونظارة مدرسة الصنائع. وقد نقل مديرا لمطبعة الولاية في جزيرة رودس ببحر سفيد في تشرين الأول 1905 على اثر وشاية رفعت عنه إلى السلطان عبد الحميد الثاني، ولكن أعيد إلى منصبه السابق في بغداد في تشرين الثاني 1906. وفي أوائل أيار 1908 سافر إلى الاستانة، فلم يمضِ وقت قصير على وصوله إليها حتى قام الانقلاب العثماني، وكان فهمي المدرس يحمل توصية إلى الشيخ أبي الهدى الرفاع المتقرب إلى البلاط الشاهاني، فخرج على ما يرويه الدكتور ناجي الأصيل نقلا عن الأستاذ المدرس نفسه، قاصدا دار أبي الهدى فرأى الطرق تموج بالجماهير الحانقة المتحمسة التي تنادي بالحرية والعدالة والدستور. وعلم أن الثورة قد قامت على الاستبداد فمزق التوصية التي كان يعقد عليها آماله وانغمر مع الجموع المزدحمة الهاتفة لا يلوي على شيء.
وعرفت الأستانة فضل الأستاذ العراقي فعينته أستاذا ليواصل الكتابة والإنشاء باللغتين العربية والتركية في كلية الإلهيات بجامعة دار الفنون فأستاذا للأدب في كلية الآداب. وعهد إليه بتدريس اللغة العربية في كلية اللغات وحكمة التشريع الإسلامي في الكلية الملكية الشاهانية والآداب العربية في الجامعة ومدرسة الوعاظ العالية، ووضع في تلك المواضيع كتبا ثمينة. وأوفد سنة 1913 لدراسة مشاكل التعليم في بيروت ودمشق، فقام بمهمته ورفع تقريرا عن إصلاح المدارس. وقد بقي يدرس في جامعة الأستانة حتى انتهت الحرب العظمى وانسلخت الولايات العربية عن الدولة التركية، فاستدعته الحكومة الفيصلية في الشام في تموز 1919 للقدوم إلى سورية، ولم يكن منه إلا أن ترك الأستانة على عجل ومضى إلى دمشق. ولم يجد فيها ما تأنس إليه نفسه، فلم يلبث أن غادرها في تشرين الأول ميمما ربوع أوربة نحوا من سنة ونصف، ثم عاد إلى بغداد بعد غياب طويل.
وعين في 21 آب 1921 كبيرا لأمناء الملك فيصل الاول فبقي في منصبه سنة واحدة ثم فُصل عنه بطلب من المندوب السامي البريطاني لحادث وقع في يوم الاحتفال بعيد التتويج الملكي الأول. وعين بعد ذلك أمينا لجامعة آل البيت (13 نيسان 1924) فتولى رئاستها إلى وقت إغلاقها في 24 نيسان 1930. وساهم في النشاط السياسي الذي دار في السنوات التالية، وكتب في جريدة «البلاد» مقالات سياسية خطيرة كان لها دوي شديد في المحافل الوطنية، فأُبعد إلى الشام مع روفائيل بطي صاحب جريدة (آذار 1932).
وعين في 18 آب 1935 مديرا عاما للمعارف، فلم تمض أسابيع قليلة حتى استقال من منصبه (9 ايلول 1935). واختير بعد ذلك مديرا لدار العلوم العربية والدينية في الأعظمية من ضواحي بغداد فتولى إدارتها سنتين (تشرين الثاني 1936 – تشرين الثاني 1938).
ولم تفارقه حماسته وقد بلغ الشيخوخة، فلما قام رشيد عالي الكيلاني بحركته الوطنية في أيار 1941، بادر فهمي المدرس إلى تاييدها وألقى خطابا دفاعا عنها من الإذاعة اللاسلكية رغم علمه بعدم احتمال نجاحها.
وكان يجلس للناس في داره فيؤم مجلسه رجال السياسة والأدب والفضل والشباب الوطني. وكان يعتز بآرائه، صريحا في القول، فوار العاطفة، متدفق البيان، وقد روى الدكتور ناجي الأصيل الذي لازمه سنين طوالا أن نوري السعيد سأله ذات يوم في بعض المجالس عن حاله فقال: لست بخير، فنحن كلما زرعنا الورد أنبت شوكا. وقال مرة لعبد الحسن السعدون: كلما توغب الوزارة تغمض عينيك وتمد يدك إلى الشارع فتصنع الوزراء جزافا. فهلا مددت يدك إلى محلتنا؟

## شعره
لم يعرف عن فهمي المدرس أنه كان شاعرا، لكن عُثر له على قصيدة عصماء بلغ عدد أبياتها نحوا من 120 بيتا، وقد رثى بها صديقه الأديب التركي محمد سامي بك سليمان المعروف باسم «سليمان نسيب».
وكان محمد سامي بك المولود في الأستانة سنة 1857 نجل القائد العثماني الشهير سليمان باشا المشهور في حرب روسيا (1877)، ثم نفاه السلطان عبد الحميد الثاني إلى بغداد، وفيها نشأ ابنه الأديب الشاعر وأصبح فيما بعد مديرا لمعارفها. وعاد سليمان نسيب إلى تركيا فتقلد مناصب عالية حتى كان مديرا عاما لجامعة إستانبول المعروفة باسم، دار الفنون، وتوفي سنة 1917. وقد جمع أصدقاؤه طائفة طيبة من شعره ونثره في كتاب طبع في العاصمة التركية سنة 1918 باسم «سليمان نسيب» أدبي وفكري حيات» وألحقت به المرائي التي قيلت فيه، وهي كثيرة ساهم فيها أكثر أدباء التركية آنذاك، ومنهم محمود صبحي الدفتري وإبراهيم الحيدري وغيرهما.
ضمت تلك المجموعة الطريفة قصيدتين عربيتين في رثاء الأديب التركي، أولاهما لمعروف الرصافي نائب المنتفق في مجلس المبعوثين.

## واقعة يوم التتويج
روى امين الريحاني في كتابه الملك فيصل الاول (ص 115- 116، ط2) أن الملك بعث رئيس أمناء البلاط –يقصد محمد فهمي المدرس– ليقابل الوفد ويجيب الخطيب بكلمة شكر تناسب المقام، ولكن الرئيس وهو يسمع حماس الجماهير، ذهل ونسى مقامه الرسمي واشتعلت فيه الحمية والحماسة فراح في جوابه يحاربه في مضمار السياسة والوطنية فتهف له الجمهور أضعف هتافهم لخطيب الوفد، وبينما هو يخطب وصل المندوب السامي السر بيرسي كوكس لتهنئة الملك، وكان واجب رئيس الأمناء أن يستقبل المهنئ فختم خطبته بكلمة من نار فصاح آنذاك الناس قائلين: ليسقط الانتداب ليسقط البريطانيون، ويقول الريحاني إن هذا الحادث زاد في آلام الملك فكتب إلى كوكس يفصح عن أسفه الشديد. ثم أقال رئيس الأمناء من وظيفته.
هذه هي الرواية التي ذكرها الرحاني حول قضية فصل المدرس، وملخص الحادثة كما يصفها شاهد عيان، واحد التقاة، هو الدكتور محمد مهدي البصير في كتابه (تاريخ القضية العراقية، ج2 ص41) والتي استمر في تأكيدها في مناسبات لاحقة، هي أنه لما حلت الذكرى الأولى ليوم تتويج الملك فيصل في 23 آب 1922 استغلت قيادة الحزب الوطني العراقي هذه المناسبة فقامت بمظاهرة إلى البلاط الملكي، وبعد تهنئة الملك من قبل القيادة تقدم جعفر أبو التمن واخبر الملك أن الحزب يرغب في القاء كلمة وطلب من الملك أن يأمر أحد رجاله ليحضر بالنيابة عنه للاشراف على الجمهور وسماع الخطاب، فندب الملك كبير أمنائه فهمي المدرس لذلك.
وكانت اللجنة التنفيذية للحزب الوطني قد اتفقت مع حزب النهضة على ان يعهد إلى محمد مهدي البصير لإلقاء الخطاب من على شرفة بناية (المشيرية) في القشلة والتي اتخذت بلاطا ملكيا.
وألقى البصير الخطاب على الجماهير المحتشدة في ساحة المشيرية. وفي هذه الأثناء قدم المندوب السامي إلى البلاط لتقديم التهاني فلما وصلت سيارته إلى مكان التجمع الشعبي لم تستطع سيارته اجتياز الجماهير الا بصعوبة، واثناء سير كوكسي إلى مكان الملك ارتفع صوت بين الجماهير ودوت بعده عاصفة من التصفيق والهتاف، وعلم فيما بعد ان الصوت كان ينادي بسقوط الانتداب البريطاني. ويقول البصير ان الصوت اثار استياء أعضاء حزبي الوطني والنهضة لعلمهم ان كوكس سوف يستغل ذلك.
ومن هذه الرواية نجد ان المدرس لم يكن سوى مستمع لخطاب البصير بتكليف من الملك. ويقول البصير في مكان آخر ان المدرس لم يفه بكلمة واحدة في ذلك الموقف وان كل ما فعله هو الاستماع لخطابه وخطاب محمد حسن كبة خطيب خزب النهضة وان ما نسبه الريحاني إلى المدرس هو من قبيل الزور والبهتان (سوائح ج2 ص 181). وفي مقابلة مع  البصير اجرتها مجلة الف باء (10 كانون الثاني 1973) يضيف البصير قائلاً:
«والحق انني القيت خطبتي دون ان اهتف بحياة الملك وعندما انتهيت همس لي المدرس بان اهتف فهتفت ولم يلق هو اية خطبة". ويبدو ان هذا ما قصده المرحوم توفيق سعيد الدملوجي مرافق الملك في حديثه مع الاستاذ حارث طه الراويمن ان المدرس لم يتجاوز مقتضيات الموقف الرسمي.»
ومن الشهادات الخطيرة شهادة الاستاذ سامي خوندة الذي يذكر ان المدرس كان ينصت إلى الخطيب باهتمام عندما دخل كوكس إلى ساحة البلاط وتعالي الهتافات ضد الانتداب البريطاني، وان الذي هتف ضد الانتداب واثار الجماهير هو حسون أبو الجبن. ويذكر خوندة انه اتصل بابي الجبن بعد سنوات وعرف منه انه كان يجهل نتيجة عمله وقد أعلن امامه ان جهات رسمية طلبت منه ان يهتف حال وصول كوكس فقبل دون تردد.
وقد تبين فيما بعد ان كل ما يدبر ويحاك في البلاط من مؤامرات ضد الشخصيات الوطنية كان يقوم بها أحد حاشية الملك ومن رجال رستم حيدر، وهو أمين الكسباني. وقد اشار اليه غير واحد من الذين الرواة الثقاة. على ان المدرس بعد عزله ظلت الانظار ترن اليه لما امتاز به من اخلاص ونزاهة.
ولما اتجهت الرغبة إلى إنشاء جامعة آل البيت اختير المدرس رئيسا لها سنة 1924 حتى الغائها على يد نوري السعيد سنة 1930 بحجة ضيق الميزانية، وبعدها تقلد مديرية المعارف العامة لكنه اثر الاستقالة والانصراف إلى ميدان الصحافة السياسية كما هو معروف في سيرته.
والاخطر من كل ما ذكرناه اعلاه، الوثائق البريطانية التي تتيح للباحث فرصة طيبة لتقصي الحوادث ومعرفة الوجه الرسمي للموضوع. لاسيما وان دائرة المندوب السامي هي أحد اراف القضية. وقبل الوثيقة البريطانية وهي القول الفصل هنا. يُذكر أن (المس بل) السكرتيرة الشرقية للمندوب السامي انذاك تقول في رسائلها (رسائل المس بل – ص648) انها كانت مرافقة كوكس في زيارته للملك وانها قد وصلت إلى البلاط وكانت ساحته غاصة بالناس وحوالي ثلثمائة أو اربعمائة يقفون تحت السلم، وبينما كان كوكس يرتقي السلم انطلق صوت بين الحشد لم يتبين معناه واعقبته موجة من التصفيق وتقرر أن المظاهرة كانت مدبرة لتحدث في الوقت المحدد لاستقبال كوكس.
كما يذكر التقرير البريطاني عن احوال العراق  لسنة 1922 – 1923 0ص18) ان القادة الوطنيين طولوا مقابلتهم للملك إلى وقت وصول المندوب السامي حتى يؤكدوا له انهم حاضرون. وفي اليوم التالي أرسل المندوب السامي انذارا شديد اللهجة إلى رئيس الديوان الملكي يحتج فيه بعنف على ما لقيه من معاملة يوم التتويج ويطلب منه الاعتذار وعزل فهمي المدرس اذ كان هو المسؤول رسميا ويطلب بيانا بالاجراءات التي ينوي الملك اتخاذها ضد المواطنين.
واوعز فيصل إلى سكرتيره رستم حيدر ان يرد على الإنذار البريطاني فأرسل كتابا إلى المندوب السامي اعرب فيه عن التأثر الشديد الذي اصاب الملك والتأكيد له بان الملك سيعمل كل ما هو ضروري.
وجاء في الوثيقة البريطانية التي كتبها المندوب السامي ووصف فيها احداث ذلك اليوم، والوثيقة من محفوظات مركز الوثائق البريطاني في لندن ورقمها (اف. اف 7771/371).
"إلى وزير المستعمرات (سري) 597 بتاريخ 25 آب 1922)
«مرت في يوم 23 آب الذكرى السنوية لتتويج فيصل، وقد اعتبر ذلك اليوم عطلة رسمية كما استقبل الملك المهنئين في السراي، لقد ذهبت للتهنئة مع الهيئة العاملة معي في الوقت الذي حدد لنا. عندما دخلت ساحة السراي وجدت حشدا مؤلفا من بضع مئات من الناس ملتفين حول بناية الملك. لقد افسحوا المجال لسيارتي بالمرور وعندما بدأت اصعد الدرج لاحظت بان الحشد كان يستمع إلى خطاب من شخص يقف مع مجموعة من الشخصيات العربية في شرفة الغرفة التي كان فيصل يستقبل فيها وفود المهنئين، وعند اجتيازي للدرج صفق الحشد لبعض الملاحظات التي صدرت من شخص ما من بين المحتشدين والتي لم اتمكن من سماعها بعد مغادرتي السراي بدقائق تفرق الحشد. لقد طلبت اعلامي بما كان يجري، وقد وجدت بان الملك قد استقبل مباشرة قبل استقباله لي الحزب السياسي المتطرف وعند انتهاء المقابلة اتجهوا إلى الشرفة المطلة على ساحة السراي حيث القى الاعمى الديمانهوجي المنهج للناس، السيد مهدي البصير الحلي خطابا في الحشد ضد السياسة البريطانية والاستعمار البريطاني اما عن الملاحظات التي سببت تصفيق الحشد عند حضوري فقد كان هتافا يقول (يسقط الانتداب). عند اطلاعي على هذا التقرير كتبت في الحال احتجاجا شديد اللهجة إلى فيصل مطالبا بالاعتذار حالا عن الاهانة الفادحة لممثل حكومة صاحب الجلالة، واقالة كبير امناء الملك فهمي المدرس الذي اشار أو سمح للديمانهوجي بالقاء خطابه بل انه وقف إلى جانبه عند القائه الخطاب. كذلك طلبت قائمة باسماء الاشخاص المكلفين بحماية القصر الملكي. لقد نقل فيصل إلى فراشه هذا اليوم حيث يزعم انه يشكو من الم حاد في المعدة. ومع ذلك فقد استلمت الاعتذار كما قبلت مطالبي»
وفي اليوم الثاني كتب كوكس إلى وزير المستعمرات (تشرشل) قائلا انه اوضح لفيصل بانهما يسيران في طريقين مختلفين وان القاء الخطاب من شرفة أحد غرفه تعني انه قد أصبح بشكل واضح مع حزب الوطنيين المتطرفين وانه مسؤول عنهم. ولقد اخبره (أي فيصل) بان عليه ان يعلن بشكل عام انفصاله وعدم علاقته بالمهيجين ويسير معنا بشكل عام، أو ان يتحمل النتائج والتي تعني نهاية عرشه.
نص الإنذار الذي بعثه المندوب السامي إلى الملك اثر الحادثة:
«سعادة رئيس الديوان الملكي المتحرم نرجو ان تخبروا جلالة الملك بان فخامة المعتمد يحتج بعنف ضد ما لقيه من المعاملة في وقت كان فخامته يمثل حكومة ملك بريطانية العظمى، مارا بباب غرفة الاستقبال، ليؤدي مراسيم التبريك وان فخامته اخبر لندن عن هذه الحادثة، ويطلب ان يعتذر اليه، وان يعزل فهمي افندي المدرس اذ كان هو المسؤول رسميا، ويطلب فخامته بيانا عن الاجراءات التي ينوي جلالة الملك اتخاذها ضد الخطيبين اللذين حقرا مقام الملك بالقائهما خطبة مهيجة.»

## أهم مؤلفاته
- «تاريخ أدبيات العربية»، (باللغة التركية)، جزآن 1914 - 1919.
- «مقالات سياسية تاريخية اجتماعية»
- «حكمة التشريع الإسلامي».[5]
- وله مجموعة من القصائد الشعرية المنوعة نشرت في مجلات عراقية منها قصائد نشرت في كتاب (مقالات فهمي المدرس) من تأليف وجمع عبد الحميد الرشودي وخالد محسن إسماعيل، ولقد طبع في مطبعة أسعد في بغداد عام 1970م، وقصائد أخرى نشرت في كتاب مدرسة الإمام أبي حنيفة.

## وفاته
توفي فهمي المدرس يوم 24 شعبان 1363هـ الموافق 14 آب 1944م، ودفن في مقبرة الحضرة القادرية ببغداد.